# 岩尾康範
岩尾 康範（いわお やすのり）は、日本の薬学者（製剤設計・DDS・薬物動態学・イオン液体科学・フリーラジカル）。学位は、博士（薬学）（熊本大学・2006年）。和歌山県立医科大学薬学部教授。
熊本大学大学院医学薬学研究部教務補佐員、財団法人日本公定書協会リサーチ・レジデント、財団法人ヒューマンサイエンス振興財団リサーチ・レジデント、静岡県立大学薬学部准教授などを歴任した。

## 来歴

### 生い立ち
熊本大学に進学し、薬学部の薬科学科にて学んだ。その後、熊本大学の大学院における博士前期課程を修了した。そのまま博士後期課程に進んだが、熊本大学の大学院に研究部・教育部制が導入されたため、従来の薬学研究科の教育部門が改組され発足した薬学教育部にて学んだ。在学中は学位論文として「酸化修飾ヒト血清アルブミンの動態特性に関する研究」の執筆、研究に取り組んだ。2006年3月、熊本大学の大学院における博士後期課程を修了した。それに伴い、博士（薬学）の学位を取得した。

### 研究者として
大学院修了後は、2006年4月より母校である熊本大学に勤務することになり、従来の医学研究科の研究部門と薬学研究科の研究部門を統合・改組して発足した医学薬学研究部にて教務補佐員を務めた。同年10月より、財団法人である日本公定書協会にて、リサーチ・レジデントとして勤務した。翌年4月からは、同じく財団法人であるヒューマンサイエンス振興財団にて、リサーチ・レジデントとして勤務した。2008年4月、静岡県立大学に転じ、薬学部で助教を務めることになった。2014年4月、静岡県立大学にて薬学部の講師に昇任した。のちに静岡県立大学にて、薬学部の准教授に昇任した。薬学部においては、主として薬学科の講義を担当し、創剤科学分野を受け持った。なお、静岡県立大学の大学院では研究院・学府制が導入されており、従来の薬学研究科の研究部門を改組して発足した薬学研究院にて准教授も兼務した。大学院においては、従来の薬学研究科の教育部門と生活健康科学研究科の教育部門を統合・改組して発足した薬食生命科学総合学府の講義を担当し、創剤工学教室を受け持った。2019年、武田薬品工業株式会社ファーマシューティカルサイエンス アナリティカル デベロップメントの部署に転じ、ディスティングィッシュド アカデミック エクスパート（Distinguished Academic Expert）として、約2年間弱、創薬の研究開発に従事した。2021年、和歌山県立医科大学薬学部 薬剤学研究室 教授を務めている。

## 研究
専門は薬学であり、製剤設計、DDS、イオン液体科学、レギュラトリーサイエンス、薬物動態学、フリーラジカルといった分野の研究に従事している。具体的には、固形製剤に用いる機能性材料の探索や評価に取り組んでいる。より望ましい流動層造粒法や遠心転動造粒法を開発するため、多変量解析により製造条件の最適化を試みている。また、保存安定性の高い脂質ナノ粒子の調製にも取り組んでいる。そのほか、新しい口腔内崩壊茶錠、蛋白質徐放性製剤、ポリフェノール含有固体分散体の設計と評価にも取り組んでいる。近年では、新規イオン液体を用い、高分子の経皮投与製剤の開発にも取り組んでいる。
これまでの業績としては、「数学的・統計学的手法を用いた効率的な製剤設計とその応用」により、日本薬学会の東海支部より日本薬学会東海支部学術奨励賞を授与された。また、「マイクロ波を利用した新規口腔内崩壊生薬錠の開発に関する研究」により、日本薬剤学会より旭化成創剤研究奨励賞を授与された。なお、「界面活性剤もしくは水溶性高分子を利用したクラリスロマイシンII型結晶の低コスト製造法と製剤技術への応用」により、野沢健児が新製剤技術とエンジニアリング振興基金よりパーティクルデザイン賞を授与された際には、板井茂、野口修治とともに共同受賞者として名を連ねている。2018年には、製剤機械技術学会 第一回仲井賞若手研究者奨励賞を受賞している。
学術団体としては、日本薬学会、日本薬剤学会、製剤機械技術研究会、粉体工学会、日本DDS学会、化学工学会、American Association of Pharmaceutical Scientists（AAPS)
などに所属している。

## 略歴
- 2006年 - 熊本大学大学院薬学教育部博士後期課程修了。
- 2006年 - 熊本大学大学院医学薬学研究部教務補佐員。
- 2006年 - 日本公定書協会リサーチ・レジデント。
- 2007年 - ヒューマンサイエンス振興財団リサーチ・レジデント。
- 2008年 - 静岡県立大学薬学部助教。
- 2014年 - 静岡県立大学薬学部講師。
- 2016年 - 静岡県立大学薬学部准教授。
- 2019年 - 武田薬品工業株式会社 ファーマシューティカル サイエンス アナリティカル デベロップメント ディスティングィッシュド アカデミック エクスパート。
- 2021年 - 和歌山県立医科大学薬学部教授。

## 賞歴
- 2007年 - Core-to-Core Young Investigator Award。
- 2012年 - Global Education Seminar Presentation Award。
- 2013年 - Recognized Reviewer Award for Advanced Powder Technology。
- 2014年 - 日本薬学会東海支部学術奨励賞。
- 2014年 - Outstanding Reviewer Award for Advanced Powder Technology。
- 2015年 - 静岡県立大学学長表彰。
- 2015年 - Recognized Reviewer Award for International Journal of Pharmaceutics。
- 2015年 - Recognized Reviewer Award for European Journal of Pharmaceutics and Biopharmaceutics。
- 2016年 - 日本薬剤学会 旭化成創剤研究奨励賞。
- 2016年 - パーティクルデザイン賞。
- 2018年 - 製剤機械技術学会 第一回仲井賞若手研究者奨励賞。

## 関連人物
- 小田切優樹
- 板井茂